# Algueña
Algueña, en castillan et officiellement (L'Alguenya en valencien), est une commune de la province d'Alicante, dans la Communauté valencienne, en Espagne. Elle est située dans la comarque du Vinalopó Mitjà et dans la zone à prédominance linguistique valencienne. Sa population s'élevait à 1 528 habitants en 2013.

## Géographie

Localisation d'Algueña
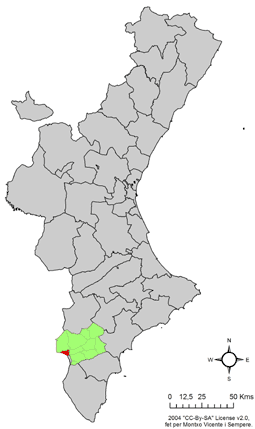
dans la Communauté valencienne.
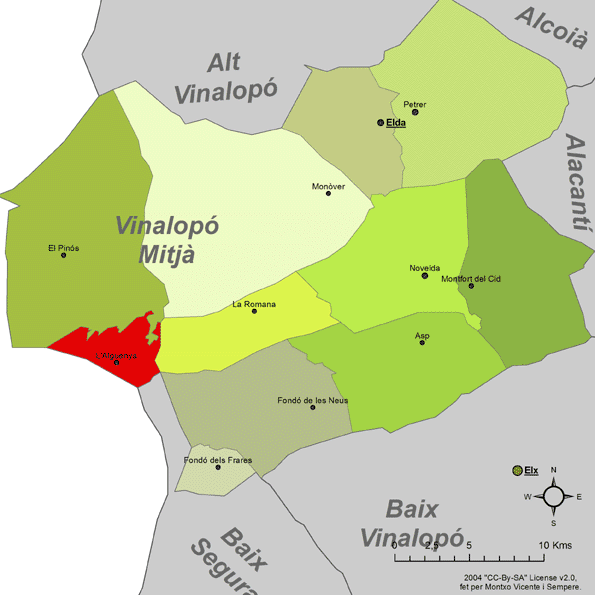
dans la comarque du Vinalopó Mitjà.